# Голофтеев, Конон Никонович

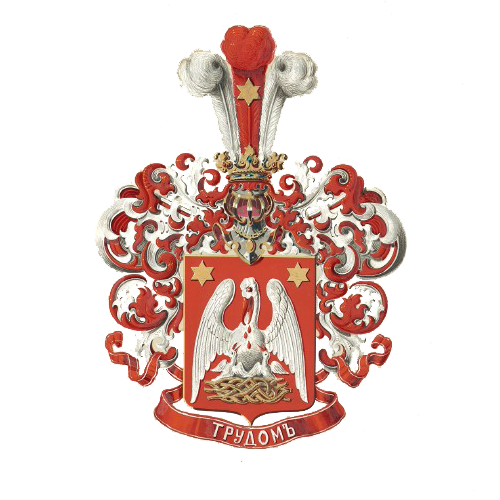
Герб рода дворян Голофтеевых, пожалованный 31 октября 1890 года.

Ко́нон Ни́конович Голофте́ев (1822, Боровск, Калужская губерния — 11 марта 1896, Москва) — московский купец 1-й гильдии, меценат и благотворитель, почетный попечитель Императорского российского общества любителей садоводства, инспектор Северного страхового общества, почетный гражданин Москвы. Его семья стала последними владельцами подмосковной усадьбы Люблино.

## Биография
Происходил из семьи боровских мещан-старообрядцев Голофтеевых. В ранней юности был привезен в Москву, где подрабатывал в лавке в торговых рядах, а уже в 1840 году открыл собственную галантерейную лавку в Замоскворечье.

В 1845 г. К. Н. Голофтеев становится купцом 3-й, а к 80-м годам — 1-й гильдии. 

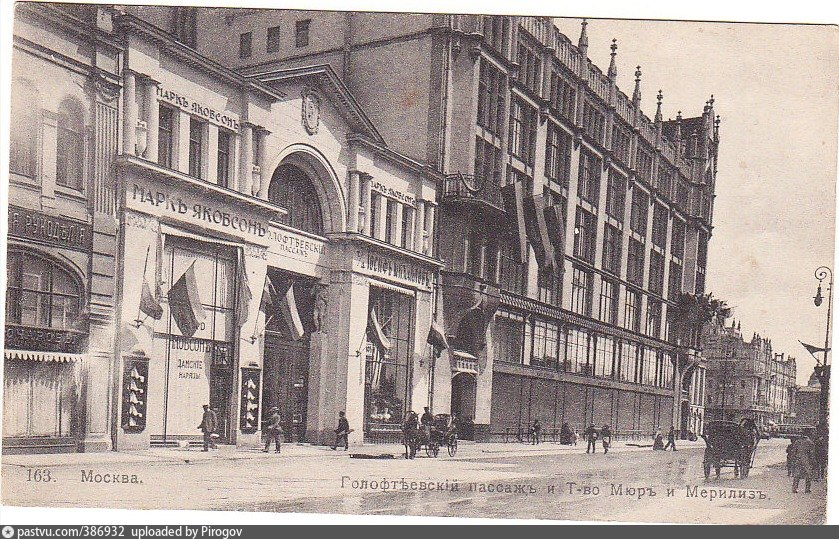
Голофтеевский пассаж на Кузнецком мосту

В 1873 г. с братом жены Петром Николаевичем Рахманиным и сыном Николаем основывает торговый дом полного товарищества «Голофтеев с сыном и Рахманин» и ведёт торговлю в лавках на Ножевой линии, Сапожном и Холщовом ряду Верхних торговых рядов, в доме Гагарина на Кузнецком мосту и амбаре в Чижовском подворье. В 1871 году они выкупают первый московский пассаж — Голицынскую галерею, в которой владели 4 лавками и вели торговлю «модным дамским товаром» и «вещами для приданного». Реконструкцию пассажа (1912—1913, архитектор — И. И. Рерберг), с 1878 г. называвшегося уже Голофтеевским, после смерти отца провел сын Голофтеева Николай Кононович.
В 1862 г. Голофтеев и Рахманин покупают у Н. П. Воейкова подмосковную усадьбу Люблино, и начинают сдавать бывшие усадебные постройки для летнего отдыха москвичей, а территорию усадебного парка — под строительство новых дач. Для привлечения дачников и стимуляции сообщения с Москвой по прошению владельцев имения, на их собственные средства 25 марта 1870 г. рядом с ним была открыта станция «Люблино-Дачное», а в 1872 г. на Всероссийской политехнической выставке купцы приобретают сборно-разборную церковь в русском стиле проекта архитектора Н. А. Шохина, позже освященную во имя святых Петра и Павла.

В 1877 г. купцы подписывают соглашение с крестьянами деревни Печатниково, согласно которому запрещалось возведение любых построек на левой (принадлежащей сегодня к району Люблино) стороне от Курской железной дороги, так как вид крестьянских построек мог отпугнуть дачников:

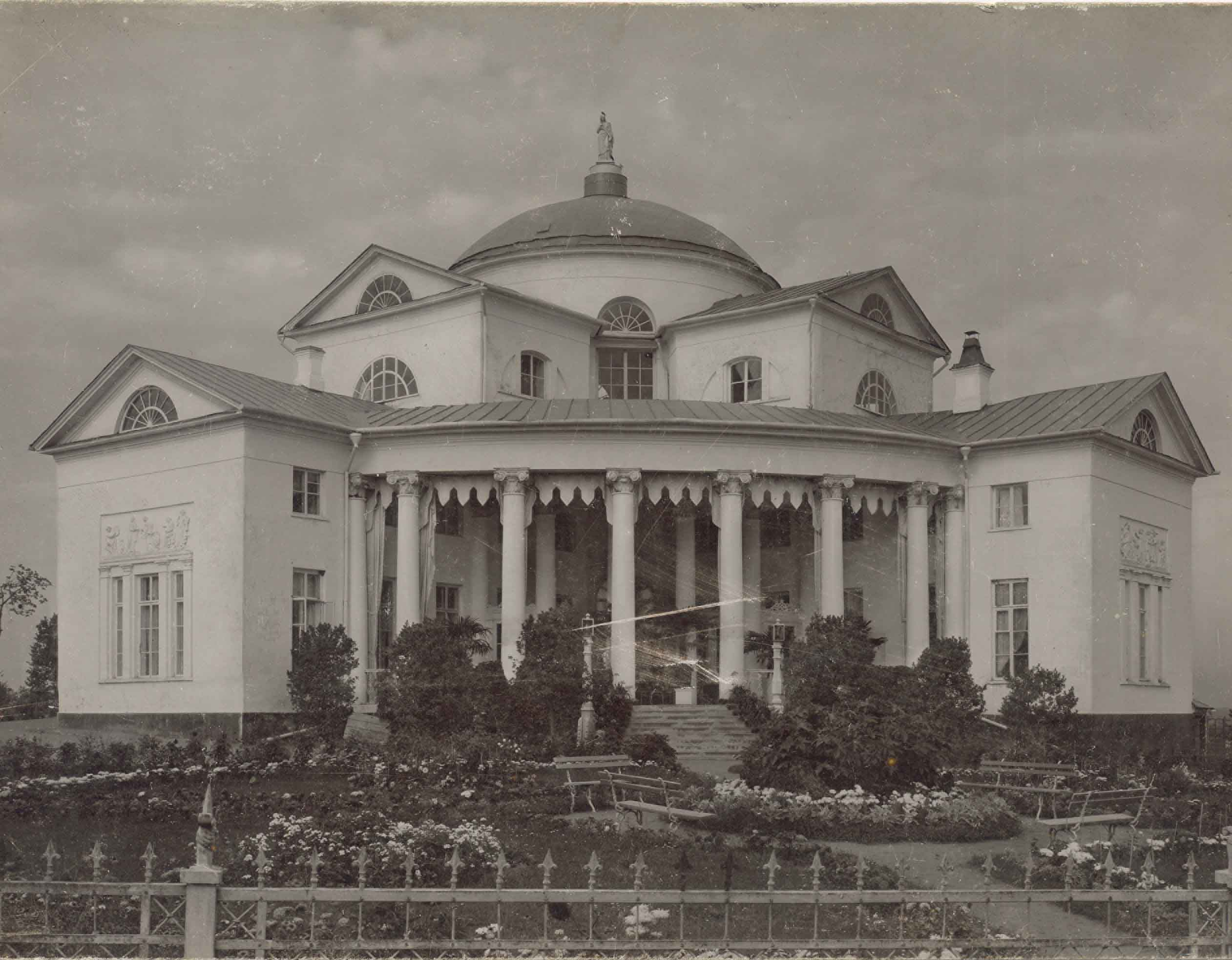
Дом Голофтеева в Люблине.

«Мы, нижеподписавшиеся, крестьяне Московского уезда Нагатинской волости Печатниковского общества из числа 81 домохозяев явились 74 человека. Быв сего числа (22 марта 1877 года) на сельском сходе в полном составе всех домохозяев нашего общества и в присутствии сельского старосты Михаила Иванова обсуждали предложение, сделанное нам потомственным почётным гражданином Кононом Никоновичем Голофтеевым и московским купцом Петром Николаевичем Рахманиным в том, чтобы мы обязались перед ними не возводить никаких построек на земле нашей, прилегающей к имению их сельцу Люблино, а именно: на земле, лежащей по левую сторону линии Курской железной дороги по направлению из Москвы в Курск, в течение времени от 1 апреля 1877 года впредь по 1 апреля 1883 года, и чтобы строение их, г.г. Голофтеева и Рахманина, находящееся на нашей земле и принадлежащее крестьянину Антону Афанасьевичу Телешёву, оставалось на нашей земле бесплатно до 1 сентября сего года; за каковое ограничение наше в правах распоряжаться имуществом, они, г.г. Голофтеев и Рахманин, предназначают нам вознаграждение 300 рублей серебром и согласны деньги эти уплатить нам все сполна по выдаче нами им, г.г. Голофтееву и Рахманину, сего обязательного для нас приговора. По обсуждении настоящего предложения, мы признали возможным оное, и потому сим обязуемся не возводить никаких строений и не позволять другим лицам на вышеозначенной принадлежащей нам земле до 1 апреля 1883 года»
Скончался 11 марта 1896 г. в своем доме на Большой Ордынке. Заупокойная литургия и отпевание в храме святителя Николая в Пыжах были совершены наместником Чудова монастыря архимандритом Товией. Похоронен на Даниловском кладбище. В советские годы могила была уничтожена.

## Владения
- Голофтеевский пассаж
- Усадьба Люблино (1801; архитектор И. В. Еготов);
- Городская усадьба Сысолиных-Голофтеевых (Большая Ордынка, 31);
- Комплекс доходных домов купца К. Н. Голофтеева (1878, Большая Дмитровка, 10/2 — Дмитровский переулок, 2/10; архитектор В. Н. Карнеев);

- Дом на Волхонке у храма Христа Спасителя;
- Дом на пересечении Даева и Костянского переулка (не сохранился);
- Калужская область, Боровский район, г. Боровск, ул. Ф.Энгельса, д. 2, «Главный дом городской усадьбы купцов Голофтеевых», рубеж XIX – XX вв., является ОКН регионального значения